# Jean-Pierre Ricard
Jean-Pierre Bernard Ricard (ur. 25 września 1944 w Marsylii) – francuski duchowny katolicki, arcybiskup Bordeaux w latach 2001–2019, kardynał.

## Życiorys
W 1962 rozpoczął studia w seminarium w Marsylii; rok spędził w Bamako w Mali, następnie kontynuował naukę w seminarium Des Carmes w Paryżu. Święcenia kapłańskie otrzymał 5 października 1968 w Marsylii z rąk miejscowego arcybiskupa Georges’a Jacquota. W czasie dalszych studiów obronił licencjat z teologii w Institut Catholique w Paryżu, uzyskał także dyplom w Institut Superieur de Pastoral Catichétique. W archidiecezji Marsylia pracował m.in. jako wikariusz i proboszcz jednej z parafii oraz diecezjalny delegat ds. seminariów. W latach 1988–1991 był sekretarzem generalnym Synodu Diecezjalnego, od 1988 także wikariuszem generalnym arcybiskupa Marsylii, kardynała Roberta Coffy'ego.
W kwietniu 1993 został mianowany biskupem pomocniczym Grenoble, ze stolicą tytularną Pulcheriopolis. Sakrę biskupią otrzymał 6 czerwca 1993 w Marsylii z rąk kardynała Coffy'ego. W lipcu 1996 został mianowany koadiutorem Montpellier, dwa miesiące później stanął na czele tej diecezji (po przejściu biskupa Louisa Boffeta w stan spoczynku). W listopadzie 1999 został wybrany na wiceprzewodniczącego Konferencji Biskupów Francji, w listopadzie 2001 został jej przewodniczącym. We wrześniu i październiku 2001 brał udział w X Sesji Zwykłej Światowego Synodu Biskupów w Watykanie.
W grudniu 2001 został arcybiskupem Bordeaux, zastępując zmarłego kardynała Pierre Étienne Louis Eyt. W latach 2006–2011 był wiceprzewodniczącym Rady Konferencji Episkopatów Europy.
1 października 2019 przeszedł na emeryturę.
W lutym 2006 papież Benedykt XVI ogłosił jego nominację kardynalską, a 24 marca 2006 kreował go kardynałem prezbiterem Sant’Agostino. Brał udział w konklawe 2013, które wybrało papieża Franciszka.
7 listopada 2022 kardynał przyznał się do wykorzystania seksualnego 14-letniej dziewczynki, do którego miało dojść 35 lat wcześniej. 25 września 2024 w związku z ukończeniem 80 lat utracił prawo do udziału w konklawe.

## Źródła
1. ↑  Joanna Potocka, Francuski kardynał przyznał się do wykorzystania seksualnego 14-latki [online], www.rmf24.pl [dostęp 2022-11-08], Cytat: Trzydzieści pięć lat temu, kiedy byłem księdzem, zachowywałem się w sposób naganny wobec 14-letniej dziewczynki - napisał. Moje zachowanie nieuchronnie spowodowało poważne i trwałe konsekwencje dla tej osoby - przyznał. (pol.).
2. ↑  Kard. Ricard traci prawo udziału w konklawe [online], www.onet.pl [dostęp 2024-09-24] (pol.).